# Rose Renée Roth
Rose Renée Roth (geb. 12. Dezember 1902 in Budapest; gest. 10. März 1990 in Wien) war eine österreichische Schauspielerin.

## Biografie
Roth erhielt kurz nach dem Ende des Ersten Weltkrieges Schauspielunterricht an der Schauspielschule des Deutschen Theaters in Berlin bei Ilka Grüning. Nach ihrer Heirat mit dem jüdischen Rechtsanwalt Walter Schitkowski (1898–1942) gab sie den Schauspielberuf auf und arbeitete zeitweise in der Kanzlei ihres Mannes mit. Zusammen mit ihrer Mutter emigrierte sie wegen der Verfolgung durch die Nationalsozialisten nach Budapest, wo sie als Sprachlehrerin für Kinder arbeitete und bis zur Befreiung durch die Rote Armee überlebte. Ihre Schwester und ihr Bruder wurden im KZ Auschwitz ermordet. Ihr Ehemann nahm sich laut Roths Aussage das Leben, kurz nachdem sie mit ihrer Mutter emigriert war (dies hatte sie durch ihren Bruder erfahren); tatsächlich wurde Schitkowski am 24. Juni 1942 nach Bialystok-Minsk deportiert, wo er umkam.
Nach Kriegsende ging sie mit ihrer Mutter zunächst nach Wien, dann für vier Jahre nach New York, wo sie als Bürokraft in einem Versicherungskonzern arbeitete. Zu Beginn der 1950er Jahre kehrte Rose Renée Roth nach Österreich zurück. Sie spielte an verschiedenen deutschsprachigen Bühnen, u. a. in Wien am Volkstheater Wien und am Theater in der Josefstadt sowie an der Komödie Basel, an der Komödie München in Erich Ebermayers Kriminalkomödie Zwei ahnungslose Engel (1968), Pierre Barillet/Jean-Pierre Grédys Boulevardstück Vierzig Karat (1969) und Axel von Ambessers Komödie Max Mahnke als Mensch (1971) und auf zahlreichen Tourneen. Ihren größten Erfolg feierte sie als mordlustige Tante in Joseph Kesselrings schwarzer Komödie Arsenik und Spitzenhäubchen, womit sie bis 1984 auf Tournee ging. Sie moderierte ab Oktober 1973 mit Manfred Sexauer die Fernsehsendung Hitjournal, in der sie Schlager für ältere Hörer präsentierte.
Bei Film und Fernsehen gelang der nur 1,55 Meter großen Schauspielerin eine beachtliche Spätkarriere. Sie verkörperte oftmals liebenswürdige, etwas ängstlich wirkende ältere Damen in Tantenrollen. In der Literaturverfilmung Schloß Königswald (1988) versuchte sie als Gräfin Posadowsky, ein böhmisches Schloss über die Nachkriegszeit zu retten. Roth erhielt für ihre schauspielerische Leistung in dieser Rolle den Bayerischen Filmpreis.
Roth verstarb 1990 in Wien und wurde auf dem Neuen Israelitischen Friedhof am Zentralfriedhof beigesetzt.

## Filmografie

### Kino
| - 1954: Weg in die Vergangenheit - 1955: Um Thron und Liebe - 1960: Geständnis einer Sechzehnjährigen - 1961: Die Abenteuer des Grafen Bobby - 1961: Stadt ohne Mitleid (Town Without Pity) - 1961: Eins, Zwei, Drei (One, Two, Three) - 1962: Lulu - 1962: Romanze in Venedig - 1962: Ein Gruß aus Wien (Almost Angels) - 1966: Die Haut des Anderen | - 1971: Der neue heiße Sex-Report – Was Männer nicht für möglich halten - 1971: Sonne, Sylt und kesse Krabben - 1973: Wenn jeder Tag ein Sonntag wär - 1973: Schloß Hubertus - 1974: Es war nicht die Nachtigall - 1977: Waldrausch - 1988: Ödipussi - 1988: Schloß Königswald - 1989: Beim nächsten Mann wird alles anders - 1989: Schweinegeld – Ein Märchen der Gebrüder Nimm |

### Fernsehen (Auswahl)
- 1960: Ich heiße Robert Guiscard
- 1960: Finden Sie, daß Constanze sich richtig verhält?
- 1960: Das Gespenst von Canterville
- 1961: Die Türen knallen
- 1962: Auf Sand gebaut
- 1962: Kaiser Joseph und die Bahnwärterstochter
- 1962: Frau Suitner
- 1962: Liebe im September
- 1962: Ein Gruß aus Wien (Almost Angels)
- 1962: Mario (Fernsehserie)
- 1963: Detective Story – Polizeirevier 21
- 1963: Eine sonderbare Geschichte (Kurzfilm)
- 1963: Frau Holle
- 1964: Die Wohltäterin (Kurzfilm)
- 1964: Melankomische Geschichten (Kurzfilm)
- 1964: Flug in Gefahr
- 1964: Ganz harmlos fing es an (Kurzfilm)
- 1965: Drei leichte Fälle
- 1965: Tatort
- 1966: Donaug'schichten (Fernsehserie, 1 Folge)
- 1966: Pater Brown – Der Mann mit dem Zylinder (Fernsehserie)
- 1966: Freiheit im Dezember
- 1966: Abendkurs
- 1967: Zwei ahnungslose Engel
- 1967: Bei uns daheim (Kurzfilm)
- 1969: Alle Hunde lieben Theobald (Fernsehserie, 1 Folge)
- 1969: Palace-Hotel
- 1969: Garden-Party (Fernsehserie, 1 Folge)
- 1969–1975: Der Kommissar (Fernsehserie, 4 Folgen)
- 1970: Scheibenschießen
- 1970: Die Kriminalnovelle (Fernsehserie, 1 Folge)
- 1971: Die Schlankheitskur
- 1971: Sankt Peters Regenschirm
- 1971: Ein Junge namens Mauritius (Fernsehserie, 1 Folge)
- 1972: Das Hohelied
- 1972: Fritz Muliar Schau (Fernsehserie)
- 1972: Alexander Zwo (Fernsehserie, 1 Folge)
- 1972: Briefe von gestern
- 1973: Sonderdezernat K1 (Fernsehserie, 1 Folge)
- 1973: Les messieurs de Saint-Roy (Fernsehserie)
- 1973: Dem Täter auf der Spur – Blinder Hass (Fernsehserie)
- 1973: Florian
- 1973: Johannes Heesters 70 Jahre jung
- 1973: Ein Fall für Männdli (Fernsehserie, 1 Folge)
- 1973–1979: Hallo – Hotel Sacher … Portier! (Fernsehserie, 2 Folgen)
- 1974: Telerop 2009 – Es ist noch was zu retten (Fernsehserie, 1 Folge)
- 1974: Die Powenzbande (Fernsehserie, 4 Teile)
- 1974–1975: Die lieben Haustiere (Fernsehserie, 3 Folgen)
- 1975: Lehmanns Erzählungen
- 1975: Liebe mal so – mal so (Vergnügliches über ein altes Thema)
- 1975: Bitte keine Polizei – Oma Treller (Fernsehserie)
- 1975: Maghrebinische Geschichten (Fernsehserie, 1 Folge)
- 1975: Hundert Mark
- 1976: Die Heiratsvermittlerin
- 1976: Seniorenschweiz
- 1977: Herr S. kommt nicht zum Zuge
- 1977: Ein Tisch zu viert
- 1979: Spätsommertage
- 1979: Es begann bei Tiffany
- 1979: Der ganz normale Wahnsinn (Fernsehserie, 1 Folge)
- 1980: Felix und Oskar (Fernsehserie, 1 Folge)
- 1980: Kein Geld für einen Toten
- 1980: Lucilla (Fernseh-Zweiteiler, 1 Folge)
- 1980: Derrick: Eine unheimlich starke Persönlichkeit (Fernsehserie)
- 1981: Gute Reise
- 1981: Der Gerichtsvollzieher (Fernsehserie, 1 Folge)
- 1981: Der Schluckauf
- 1981–1985: Familie Merian (Fernsehserie, 2 Folgen)
- 1982: Die Ausgesperrten
- 1983: Polizeiinspektion 1: Urlaubszeit (Fernsehserie)
- 1983: Der Alte (Fernsehserie, Folge: Kalt wie Diamant)
- 1983: Nesthäkchen (Fernsehserie, Folge 2, ältere Dame im Zug)
- 1983: In Zeiten wie diesen
- 1984: Tatort (Fernsehreihe, Folge: Der Mann mit den Rosen)
- 1984: Die Krimistunde (Fernsehserie, Folge 11, Episode: "Ruth's Problem")
- 1984: Tiere und Menschen
- 1985: Säntis
- 1987: Die Krimistunde (Fernsehserie, Folge 24, Episode: "Die Sache mit der freundlichen Kellnerin")
- 1988: Die Schwarzwaldklinik: Der alte Herr (Fernsehserie)
- 1988: Großstadtrevier: Das Tagebuch (Fernsehserie)
- 1990: Liebesgeschichten  (Fernsehserie)